# Plausibilitätskontrolle
Die Plausibilitätskontrolle, auch Plausibilitätsprüfung oder Plausibilitätstest, ist eine Methode, in deren Rahmen ein Wert oder allgemein ein Ergebnis überschlagsmäßig daraufhin überprüft wird, ob es überhaupt plausibel, also annehmbar, einleuchtend und nachvollziehbar sein kann oder nicht.
Es kann nicht immer die Richtigkeit des Wertes oder Ergebnisses verifiziert werden, sondern es soll eine gegebenenfalls vorhandene offensichtliche Unrichtigkeit erkannt werden. Ein Vorteil der Plausibilitätskontrolle ist, dass sie mit lediglich geringem Aufwand durchgeführt werden kann, ein Nachteil ist, dass weniger offensichtliche Unrichtigkeiten in ihrem Rahmen nicht erkannt werden.
Plausibilitätskontrollen können zum Teil anhand von ohnehin vorhandenem Wissen problemlos durchgeführt werden.

## Beispiele

### Durchschnittsalter
Ergäbe eine Berechnung des Durchschnittsalters der Menschen in „Irgendwo“ den Wert 200 Jahre, so wäre für jeden ersichtlich, dass dieser Wert nur unrichtig sein kann. Die Feststellung der Unrichtigkeit bedürfte keiner Diskussion. Der Wert ist also nicht plausibel und darf als falsch bezeichnet werden.

### Recht
Da für die Schätzung des erforderlichen Zeitaufwandes eines Betreuers nach § 287 Zivilprozessordnung (ZPO) regelmäßig nicht der Nachweis aller und auch kleinerer Zeiträume verlangt werden kann, darf und muss sich der Tatrichter vielmehr mit der Aufstellung über den Aufwand und einer Plausibilitätsprüfung begnügen dürfen und müssen.

### Kassenärztliche Vereinigungen
Der von der Vertreterversammlung der Kassenärztlichen Vereinigung gewählte Plausibilitätsausschuss prüft zunächst die Abrechnungen der einzelnen Ärzte bei Anhaltspunkten für eine nicht plausible Abrechnung.
Implausibilität wird angenommen, wenn die tägliche Arbeitszeit an mehr als 2 Arbeitstagen jeweils mehr als 12 Stunden je Vertragsarzt/Vertragspsychotherapeut und/oder die Quartalsarbeitszeit mehr als 780 Stunden je Vertragsarzt bzw. Vertragspsychotherapeut beträgt.
Die Abrechnungen von Ermächtigten gelten als auffällig (implausibel), wenn an mehr als 2 Arbeitstagen jeweils mehr als 12 Stunden abgerechnet und/oder die Quartalsarbeitszeit mehr als 156 Stunden beträgt.

### Computerbereich
Plausibilitätskontrollen sind sowohl in Hard- wie in Software ausführbar. Plausibilitätskontrollen in Hardware beschränken sich naturgemäß auf die Überwachung beispielsweise von Signalen, die nur in bestimmten Kombinationen und Reihenfolgen auftreten dürfen. Es können Messwerte auf ihren (plausiblen) Wertebereich und ihren zeitlichen Verlauf geprüft werden.
In der Softwaretechnik bezeichnet Plausibilisierung einer Variablen, ob sie zu einem bestimmten Datentyp gehört oder in einem vorgegebenen Wertebereich oder einer vorgegebenen Wertemenge liegt. Sie ist ein wichtiger Aspekt der Qualitätssicherung, der sicherstellen soll, dass ein implementiertes Programm den vorher aufgestellten Anforderungen genügt. In diesem Sinne wird Plausibilisierung auch als Validierung oder Sanity Check bezeichnet.

## Plausibilitätsregel
Eine Plausibilitätsregel ist eine Business Rule, die erfüllt sein muss, wenn Daten einer Anwendungssoftware als plausibel (als glaubhaft) gelten und weiterverarbeitet werden sollen. Plausibilitätsregeln werden oft als Formel ausgedrückt und beschreiben zulässige Grenzwerte, das Verhältnis zusammengehöriger Daten zueinander oder ähnliches.
Beispiel (für jede einzelne Person soll gelten):
Einschulungsjahr >= Jahr(Geburtsdatum) + 6
Als Regel werden sie bezeichnet, weil sie oftmals nur unter bestimmten Bedingungen gelten.

### Plausibilitätsregeln zur Datenerfassung
Die Datenerfassungsprogramme von Datenbankanwendungen prüfen in der Regel automatisch eine Vielzahl von Plausibilitätsregeln. Dies soll dazu beitragen, die Datenqualität spürbar zu erhöhen. Falls neu erfasste oder geänderte Daten nicht plausibel sind, so werden sie entweder abgewiesen oder nur mit einer „Ungültig“-Kennzeichnung zur späteren Korrektur in der Datenbank gespeichert. Dabei ist aber Vorsicht geboten, weil unplausibel erscheinende Daten echt sein können. So gibt es z. B. südlich von Ulm einen Ort namens "Ay" oder in den Mannheimer Quadraten Adressen wie "E5 12".
Je nach eingesetzter Softwaretechnologie werden diese Regeln entweder vom Programmierer in den Programmcode eingearbeitet oder von einem flexiblen Programm erst zur Laufzeit eingelesen und interpretiert.

### Plausibilisierung statistischer Daten
Eine Sonderform sind Regeln zur Überprüfung und Qualitätsverbesserung von aus unterschiedlichen Quellen zusammengeführten, verdichteten Daten in der Statistik bzw. in einem Data-Warehouse.
Beispiele (für jede einzelne Produktart soll gelten):
Produktion + Import = Konsumption + Export
bzw.
Eigenproduktion + Einkauf = Eigenverbrauch + Verkauf
In einem „Plausibilisierung“ genannten Arbeitsgang werden die übernommenen Daten teils automatisch, teils manuell auf ihre Plausibilität hin geprüft und bei Bedarf entsprechend korrigiert.